# Фрашинето
Фрашинето (італ. Frascineto, сиц. Frascinitu) — муніципалітет в Італії, у регіоні Калабрія,  провінція Козенца.
Фрашинето розташоване на відстані близько 400 км на південний схід від Рима, 110 км на північ від Катандзаро, 60 км на північ від Козенци.
Населення — 2194 особи (2014).
Щорічний фестиваль відбувається 8 грудня. Покровитель — SS. Immacolata.

## Демографія
Населення за роками:

Станом на 1 січня 2023 року в муніципалітеті офіційно проживало 45 іноземців з 8 країн, серед них 10 громадян країн Євросоюзу та 3 громадяни України.

## Сусідні муніципалітети
- Кассано-алло-Йоніо
- Кастровілларі
- Чивіта